# Epicypta anambesi
Epicypta anambesi är en tvåvingeart som beskrevs av Lane 1960. Epicypta anambesi ingår i släktet Epicypta och familjen svampmyggor. Inga underarter finns listade i Catalogue of Life.